# Clubiona chathamensis
Clubiona chathamensis là một loài nhện trong họ Clubionidae.
Loài này thuộc chi Clubiona. Clubiona chathamensis được Eugène Simon miêu tả năm 1905.